# Tossal Rodó (Vilaplana)
El Tossal Rodó és una muntanya de 965 metres al municipi de Vilaplana, a la comarca catalana del Baix Camp.